# Ole Lemmeke

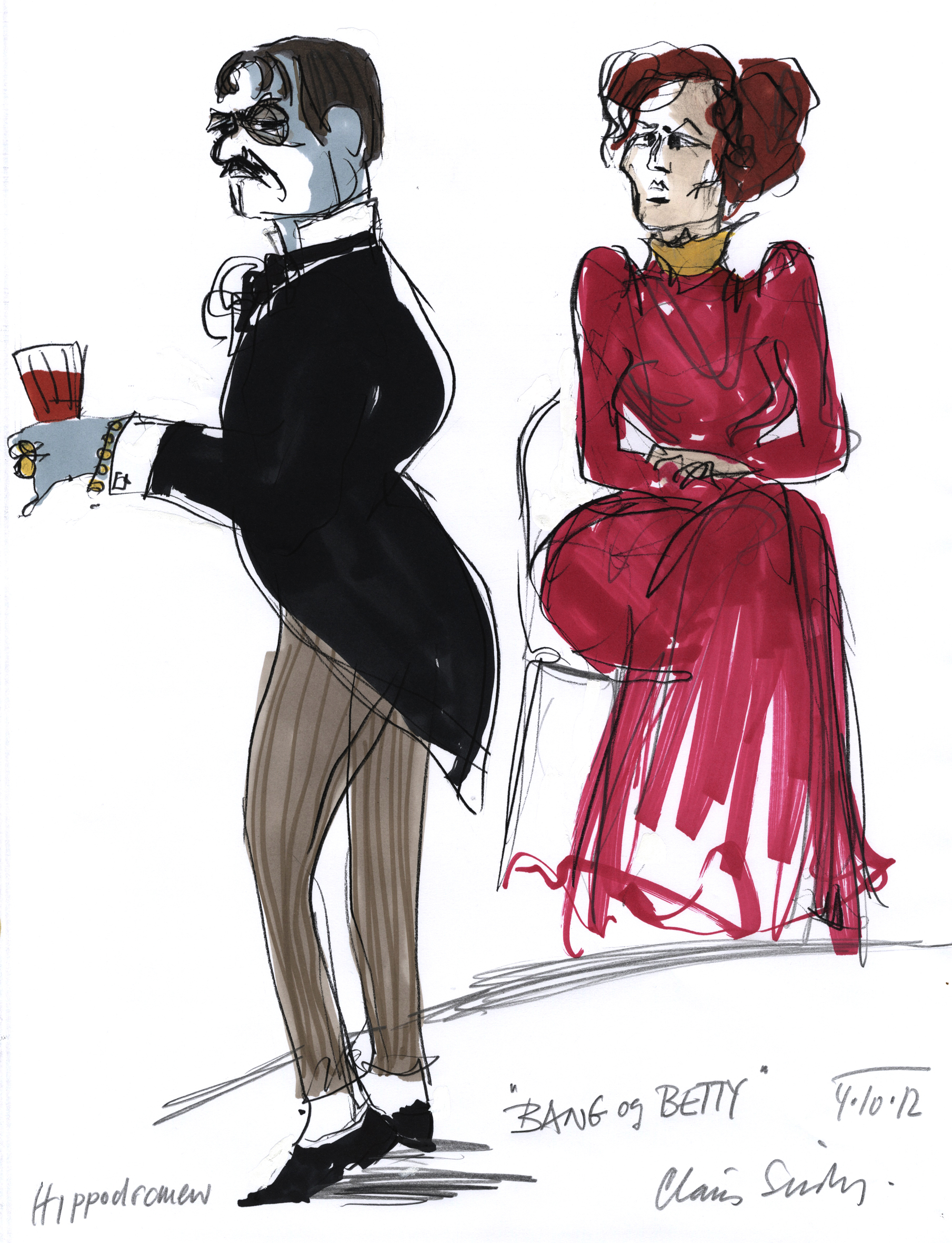
Caricature de Ole Lemmeke dans Bang et Betty.

Ole Lemmeke (né le 10 janvier 1959 à Copenhague) est un acteur danois de film, de télévision et du théâtre.
Ole Lemmeke est connu pour son travail dans les films Besat, Magnetisørens femte vinter et Den russiske sangerinde.

## Biographie
À partir de 2012, Ole Lemmeke joue le rôle de Herman Bang dans Bang et Betty au Folketeatret (Théâtre populaire) au Danemark.
Ole Lemmeke a enseigné à l'École nationale de cinéma du Danemark et est un conférencier populaire.

## Filmographie
- 1999 : Magnetisørens femte vinter de Morten Henriksen : Friedrich Meisner